# Бонек, Збигнев
Зби́гнев Казимеж Бо́нек (пол. Zbigniew Kazimierz Boniek ('zbigɲɛf 'bɔɲɛk); род. 3 марта 1956, Быдгощ, Куявско-Поморское воеводство) — польский футболист, тренер, спортивный функционер. Президент Польского футбольного союза. Пеле включил Бонека в символический список 125 лучших игроков столетия.

## Карьера

### Клубная карьера
Начинал играть в клубе «Завиша» (Быдгощ), затем играл в клубе «Видзев» (Лодзь).
Бонек — один из первых поляков, который испытал себя в одной из высших европейских лиг. Перейдя в 1982 году в туринский «Ювентус», Збигнев Бонек тотчас стал игроком основного состава. В паре с ним выступал сам Мишель Платини. Именно этот тандем во многом определял игру бьянко-нери в 1-й половине 1980-х.

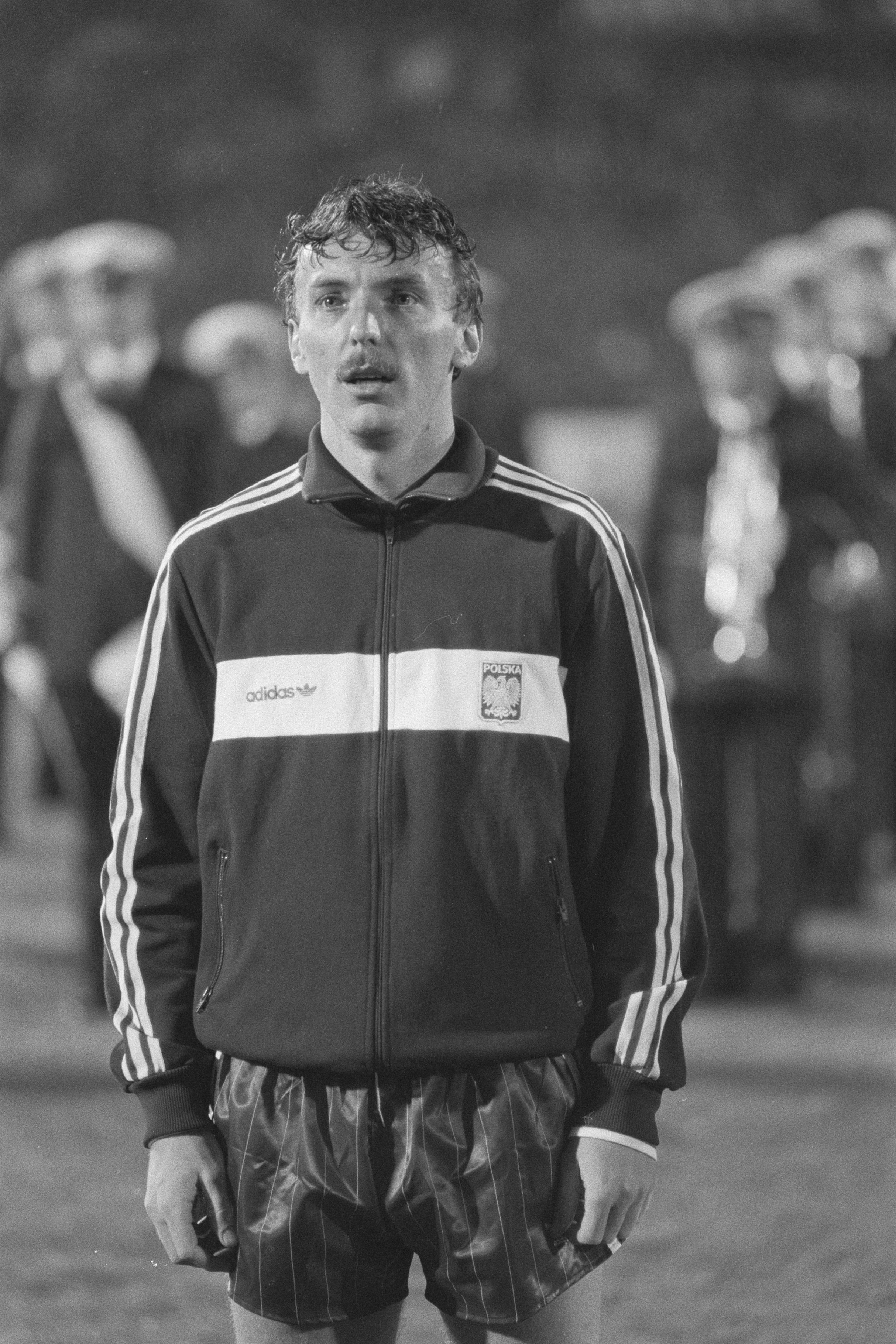
Збигнев Бонек в 1986 году

Под руководством тренера Джованни Трапаттони Бонек стал обладателем Кубка кубков 1984 года, Суперкубка Европы того же года и, наконец, Кубка чемпионов 1985 года. Так «Ювентус» стал первым футбольным клубом, чей музей украсили одновременно три самых престижных европейских трофея (до этого «Старая Синьора» могла похвастаться только Кубком УЕФА 1977 года).

### Международная карьера
Вместе с национальной командой своей страны завоевал «бронзу» чемпионата мира 1982 года. На том же чемпионате мира оформил хет-трик в ворота сборной Бельгии. Всего же, защищая цвета польского флага, Збигнев Бонек забил 24 мяча в 80 матчах.

### Тренерская карьера
После завершения профессиональной карьеры футболиста Бонек несколько лет тренировал скромные итальянские клубы, после чего принял предложение Польского футбольного союза, став его вице-президентом.
В июле 2002 года состоялся дебют Бонека на посту главного тренера сборной страны, однако долго он там не задержался. Уже через пять матчей (2—1—2) ему была найдена замена.

### Карьера футбольного функционера
28 октября 2012 года Бонек был избран президентом Польского футбольного союза. В 2021 году покинул пост.

## Достижения

### Командные
«Ювентус»
- Чемпион Италии (2): 1982, 1984
- Обладатель Кубка Италии: 1983
- Обладатель Кубка европейских чемпионов: 1985
- Победитель Кубка обладателей кубков УЕФА: 1984
- Обладатель Суперкубка УЕФА: 1984

«Рома»
- Обладатель Кубка Италии: 1986

Сборная Польши
- Бронзовый призёр Чемпионата мира: 1982

### Личные
- Футболист года в Польше: 1978, 1982
- Входит в символическую сборную чемпионата мира: 1982
- Обладатель «Бронзовой бутсы» чемпионата мира: 1982
- Входит в список ФИФА 100
- Golden Foot: 2009 (в номинации «Легенды футбола»)
- Включён в список величайших футболистов XX века по версии World Soccer
- Введён в Зал славы итальянского футбола: 2019